# Rolls-Royce 25/30
La 25/30 è un'autovettura costruita dalla Rolls-Royce dal 1936 al 1938. 

## Il contesto
Sostituì la 20/25. Rispetto al modello precedente aveva un motore più potente. All'epoca la Rolls Royce forniva solo il telaio e le parti meccaniche; la carrozzeria era a carico dell'acquirente, che spesso la faceva installare dai propri carrozzieri piuttosto pesante, con conseguenti perdite di performance.
Il motore era a sei cilindri in linea con valvole in testa e cilindrata incrementata, rispetto alla 20/25, a 4257 cm³. L'alesaggio infatti fu portato da 82,6 mm a 88,9 mm con la corsa rimasta di 114,3 mm. Il rapporto di compressione era di 6:1. Un carburatore invertito Stromberg prodotto appositamente per questo modello sostituì quello Rolls-Royce, e l'accensione a magnete non venne più montata. Al suo posto fu montata una bobina. Il cambio era manuale a quattro velocità, con la leva a destra del guidatore, sincronizzato per la terza e quarta marcia.
Il telaio rivettato aveva sospensioni sia sull'avantreno che sul retrotreno ad assale rigido con molle a balestra semiellittiche ed ammortizzatori idraulici. L'impianto frenante era di tipo servoassistito sulle quattro ruote su licenza Hispano-Suiza. Il freno a mano, con un impianto separato,  agiva invece solamente sulle ruote posteriori. Il modello montava il famoso radiatore con sommità triangolare e listelli verticali. Queste feritoie erano azionate da un dispositivo automatico, consistente in un termostato, che faceva variare la portata d'aria sul radiatore.